# سلطان آشپزخانه
سلطان آشپزخانه (انگلیسی: The King of the Kitchen) یک فیلم کمدی صامت کوتاه به کارگردانی فرانک گریفین است که در سال ۱۹۱۸ منتشر شد. از بازیگران این فیلم می‌توان به اولیور هاردی، ایوا نواک، میرتا استرلینگ و هری گریبن اشاره کرد.